# Julie Lynn Holmes
Julie Lynn Holmes (23 marzo 1951) è un'ex pattinatrice artistica su ghiaccio statunitense, specializzata nel singolo.

## Palmarès
| Evento                            | 1965  | 1966 | 1967 | 1968 | 1969 | 1970 | 1971 | 1972 |
| --------------------------------- | ----- | ---- | ---- | ---- | ---- | ---- | ---- | ---- |
| Giochi olimpici invernali         |       |      |      |      |      |      |      | 4°   |
| Campionati mondiali               |       |      |      |      | 4°   | 3°   | 2°   |      |
| Campionati nazionali statunitensi | 1° N. |      |      | 6°   | 2°   | 2°   | 2°   | 2°   |